# Santiago de las Vegas
Santiago de las Vegas è una cittadina di Cuba appartenente al municipio Boyeros, nella provincia dell'Avana.
La città sorge a circa 19 chilometri a sud dell'Avana. Qui il governo mantiene una stazione agricola sperimentale, nella quale all'inizio del Novecento lavorò Mario Calvino, padre del celebre scrittore Italo Calvino, nato proprio a Santiago de las Vegas nel 1923. Qui è presente inoltre un'importante stazione meteorologica.